# Canadá nos Jogos Pan-Americanos de 2007
O Canadá competiu nos Jogos Pan-Americanos de 2007 no Rio de Janeiro, no Brasil.
Na cermimônia de abertura em 13 de julho, a porta-bandeira da delegação canadense foi a atiradora Susan Nattrass, duas vezes campeã pan-americana em Mar del Plata 1995 e Santo Domingo 2003 e sete vezes campeã mundial na fossa olímpica.
O Canadá foi o único país a ficar na frente dos EUA, após ter conquistado a primeira medalha dos Jogos Pan-Americanos no mountain bike.
Como consequência dos casos de doping oficilizados pela ODEPA em dezembro de 2007, o Canadá herdou uma medalha de prata com a equipe do revezamento 4x100 livre da natação e uma medalha de bronze com Dominique Rollin no ciclismo.

## Medalhas

### Ouro
| Atletismo - 400 metros com barreiras masculino - Adam Kunkel Atletismo - Lançamento de peso masculino - Dylan Armstrong Atletismo - Lançamento de martelo masculino - James Steacy Atletismo - 800 metros feminino - Diane Cummins Atletismo - 5000 metros feminino - Megan Metcalfe Atletismo - Heptatlo feminino - Jessica Zelinka Badminton - Duplas masculino - Mike Beres e William Milroy Badminton - Individual masculino - Mike Beres Canoagem - K-1 1000 metros masculino - Angus Mortimer Canoagem - K-1 500 metros feminino - Jill D'Alessio Canoagem - K-2 500 metros feminino - Kia Byers e Marie-Christine Schmidt Caratê - Até 70 kg masculino - Saeed Baghbani Ciclismo - Estrada contra o relógio feminino - Anne Santlonius Ciclismo - Mountain Bike feminino - Catharine Pendrel Esgrima - Sabre individual masculino - Philippe Beaudry Esqui aquático - Slalom masculino - Drew Ross Esqui aquático - Truques masculino - Jaret Llewellyn Esqui aquático - Rampa masculino - Jaret Llewellyn Esqui aquático - Slalom feminino - Whitney McClintock Esqui aquático - Truques feminino - Whitney McClintock | Ginástica rítmica - Individual - corda - Alexandra Orlando Ginástica rítmica - Individual - arco - Alexandra Orlando Ginástica rítmica - Individual - maças - Alexandra Orlando Ginástica de trampolim - Feminino - Karen Cockburn Hipismo - Salto individual - Jill Henselwood Hóquei sobre grama - Masculino - Equipe Luta livre - Até 48 kg feminino - Carol Huynh Natação - 100 metros peito masculino - Scott Dickens Remo - Dois sem masculino - Dan Casaca e Christopher Jarvis Remo - Quatro sem peso leve masculino - Adam Reynolds, Andrew Borden, John Haver e Paul Amesbury Remo - Skiff quádruplo feminino - Nathalie Maurer, Zoe Hoskins, Peggy Hyslop e Cristin McCarty Saltos ornamentais - Trampolim de 3 m masculino - Alexandre Despatie Saltos ornamentais - Plataforma de 10 m sincronizado feminino - Emilie Heymans e Marie-Eve Marleau Squash - Equipe feminino - Runa Reta, Alana Miller e Carolyn Russell Taekwondo - Até 67 kg feminino - Karine Sergerie Tiro esportivo - Fossa olímpica feminino - Sue Nattrass Tiro esportivo - Pistola de ar 10 m feminino - Avianna Chao Vela - RS:X feminino - Dominique Vallée |

### Prata
| Atletismo - 400 metros masculino - Tyler Christopher Atletismo - 4x100 metros masculino - Richard Adu-Bobie, Anson Henry, Jared Connaughton, Brian Barnett Atletismo - 100 metros com barreiras feminino - Perdita Felicien Atletismo - Salto em altura feminino - Nicole Forrester Badminton - Individual feminino - Charmaine Reid Badminton - Duplas feminino - Charmaine Reid e Fiona McKee Badminton - Duplas mistas - Mike Beres e Val Loker Canoagem - K-1 500 metros masculino - Angus Mortimer Canoagem - K-4 1000 metros masculino - Chris Pellini, Angus Mortimer, Mark de Jonge e Jeremy Bordeleau Ciclismo - Keirin masculino - Cam Mackinnon Esgrima - Sabre por equipes masculino - Philippe Beaudry, Michel Boulos, Nicolas Mayer e Jean-Pierre Seguin Esgrima - Florete por equipes feminino - Louise-Hélène Bouchard, Élise Daoust, Monica Kwan e Sandra Sassine Esgrima - Espada individual feminino - Julie Leprohon Esqui aquático - Rampa masculino - Ryan Dodd Esqui aquático - Wakeboard masculino - Brad Buskas Ginástica de trampolim - Feminino - Rosannagh MacLennan Ginástica de trampolim - Masculino - Jason Burnett Esqui aquático - Rampa feminino - Whitney McClintock Hipismo - Adestramento por equipe - Andrea Bresee, Diane Creech e Tom Dvorak Hipismo - CCE por equipe - Kyle Carter, Sandra Donnelly, Mike Winter e Waylon Roberts Hipismo - Salto por equipe - Eric Lamaze, Jill Henselwood, Ian Millar e Mac Cone Judô - Até 100 kg masculino - Keith Morgan | Levantamento de peso - Até 63 kg feminino - Christine Girard Luta livre - Até 72 kg feminino - Ohenewa Akuffo Nado sincronizado - Dueto - Marie-Pier Boudreau Gagnon e Isabelle Rampling Nado sincronizado - Equipe - Marie-Pier Boudreau Gagnon, Jessika Dubuc, Marie-Pierre Gagné, Dominika Kopcik, Eve Lamoureux, Tracy Little, Élise Marcotte, Jennifer Song e Isabelle Rampling Natação - 200 metros livre feminino - Stephanie Horner Natação - 100 metros peito feminino - Annamay Pierse Natação - 200 metros peito feminino - Annamay Pierse Natação - 4x200 metros livre feminino - Chanelle Charron-Watson, Elizabeth Collins, Hilary Bell e Stephanie Horner Natação - 4x100 metros medley feminino - Liz Wycliffe, Annamay Pierse, Stephanie Horner e Chanelle Charron-Watson Pentatlo moderno - Feminino - Monica Pinette Pólo aquático - Feminino - Equipe Remo - Skiff duplo feminino - Peggy Hyslop e Cristin McCarty Remo - Dois sem feminino - Zoe Hoskins e Nathalie Maurer Softbol - Feminino - Equipe Squash - Individual feminino - Alana Miller Squash - Equipe masculino - Shahier Razik, Shawn Delierre e Robin Clarke Taekwondo - Até 57 kg feminino - Shannon Condie Tênis de mesa - Equipes feminino - Judy Long, Zhang Mo e Chris Xu Tiro com arco - Equipes masculino - Crispin Duenas, Jason Lyon e Hugh MacDonald Tiro com arco - Equipes feminino - Marie-Pier Beaudet, Kristen Niles e Kateri Vrakking Triatlo - Masculino - Brent McMahon Natação - 4x100 metros livre feminino - Elizabeth Collins, Seanna Mitchell, Chanelle Charron-Watson e Hilary Bell (herdado após doping de Rebeca Gusmão e desclassificação da equipe do Brasil) |

### Bronze
| Atletismo - Lançamento de disco masculino - Dariusz Slowik Atletismo - 100 metros com barreiras feminino - Angela Whyte Badminton - Individual feminino - Sarah MacMaster Boxe - Peso super-pesado - Didier Bence Canoagem - C-1 1000 metros masculino - Benjamin Russell Canoagem - K-4 500 metros feminino - Jill D'Alessio, Kia Byers, Camille Tessier-Bussieres e Marie-Christine Schmidt Caratê - Até 80 kg masculino - Philippe Poirier Caratê - Até 53 kg feminino - Jennifer Guillette Esgrima - Sabre individual masculino - Nicolas Mayer Esgrima - Florete individual feminino - Monica Kwan Esgrima - Sabre individual feminino - Sandra Sassine Esgrima - Sabre por equipes feminino - Julie Cloutier, Monica Kwan, Olga Ovtchinnikova e Sandra Sassine Esqui aquático - Truques masculino - Ryan Dodd Futebol - Feminino - Equipe Ginástica artística - Equipes feminino - Stéphanie Desjardins-Labelle, Peng-Peng Lee, Ti Liu, Charlotte Mackie, Brittany Rogers e Emma Willis Ginástica rítmica - Grupo geral - Kathryn de Cata, Alissa Hansen, Monika Lechowicz, Suzanne Lendvay, Brihana Mosienko e Roxanne Porter Ginástica rítmica - Equipes geral final - 1º exercício - Kathryn de Cata, Alissa Hansen, Monika Lechowicz, Suzanne Lendvay, Brihana Mosienko e Roxanne Porter Hipismo - Salto individual - Eric Lamaze Judô - Até 73 kg masculino - Nicholas Tritton Judô - Até 70 kg feminino - Catherine Roberge Judô - Até 78 kg feminino - Marylise Lévesque Luta livre - Até 74 kg masculino - Matt Gentry Luta livre - Até 96 kg masculino - Mike Neufeld Luta livre - Até 120 kg masculino - Arjan Bhullar Luta livre - Até 55 kg feminino - Tonya Verbeek Luta livre - Até 63 kg feminino - Megan Dolan Luta greco-romana - Até 120 kg masculino - Ari Taub | Natação - Maratona aquática de 10 km feminino - Tanya Hunks Natação - 200 metros livre masculino - Adam Sioui Natação - 1500 metros livre masculino - Kier Maitland Natação - 100 metros peito masculino - Mathieu Bois Natação - 400 metros medley masculino - Keith Beavers Natação - 4x200 metros livre masculino - Chad Hankewich, Stefan Hirniak, Pascal Wollach e Adam Sioui Natação - 4x100 metros medley masculino - Matthew Hawes, Scott Dickens, Joe Bartoch e Adam Sioui Natação - 800 metros livre feminino - Savannah King Natação - 100 metros costas feminino - Liz Whycliffe Natação - 200 metros costas feminino - Liz Whycliffe Natação - 200 metros medley feminino - Stephanie Horner Pentatlo moderno - Masculino - Joshua Riker-Fox Pólo aquático - Masculino - Equipe Remo - Quatro sem masculino - Todd Keesey, Vincent Goodfellow, David Lamb e Brent Heron Remo - Skiff duplo peslo leve feminino - Amber Cuthbertson e Camille Brillon Saltos ornamentais - Plataforma de 10 m masculino - Alexandre Despatie Saltos ornamentais - Trampolim de 3 m sincronizado masculino - Alexandre Despatie e Arturo Miranda Saltos ornamentais - Trampolim de 3 m sincronizado feminino - Meaghan Benfeito e Kelly MacDonald Squash - Individual masculino - Shawn Delierre Squash - Individual feminino - Runa Reta Taekwondo - Até 49 kg feminino - Ivette Gonda Tênis de mesa - Equipes masculino - Pierre-Luc Hinse, Qiang Shen e Peter-Paul Pradeeban Tênis de mesa - Individual feminino - Judy Long Tiro esportivo - Carabina deitado 50 m masculino - Gale Stewart Tiro esportivo - Fossa olímpica masculino - Giuseppe di Salvatore Triatlo - Feminino - Lauren Groves Vela - Classe J24 - Rossi Milev, Mike Wolfs, Mark Goodyear e Erwyn Naidoo Ciclismo - Estrada contra o relógio masculino - Dominique Rollin (herdado após doping de Libardo Niño Corredor da Colômbia) |

## Desempenho

### Atletismo
100 metros masculino
- Anson Henry - Série 2: 10s37, Semifinal 1: 10s32, Final: 10s38 → 8º lugar
- Michael Leblanc → não competiu

200 metros masculino
- Jared Connaughton - Série 1: 20s90, Semifinal 1: 20s85 → eliminado
- Brian Barnett - Série 2: 20s75, Semifinal 2: 20s89 → eliminado

200 metros feminino
- Adrienne Power - Série 4: 23s64, Semifinal 2: 23s51 → eliminada

400 metros masculino
- Tyler Christopher - Série 3: 45s99, Semifinal 2: 45s28, Final: 45s05 →  Prata
- Nathan Vadeboncoeur - Série 4: 46s75, Semifinal 1: 47s39 → eliminado

400 metros feminino
- Esther Akinsulie - Semifinal 1: 52s77 → eliminada

800 metros masculino
- Achraf Tadili - Semifinal 1: 1m47s07, Final: 1m46s07 → 4º lugar

800 metros feminino
- Diane Cummins - Semifinal 1: 2m02s80, Final: 1m59s75 →  Ouro

5000 metros feminino
- Megan Metcalfe - Final: 15m35s78 →  Ouro

4x100 metros masculino
- Equipe (Richard Adu-Bobie, Anson Henry, Jared Connaughton, Brian Barnett) - Semifinal 2: 38s81, Final: 38s87 →  Prata

4x400 metros masculino
- Equipe (Keston Nelson, Nathan Vadeboncoeur, Andrew Dargie, Jared Macleod) → não completaram a prova

4x400 metros feminino
- Equipe (Adrienne Power, Esther Akinsulie, Carline Muir, Diane Cummins) - Final: 3m32s37 → 6º lugar

100 metros com barreiras feminino
- Angela Whyte - Semifinal 2: 12s68, Final: 12s72 →  Bronze
- Perdita Felicien - Semifinal 3: 12s69, Final:12s65 (=RP) →  Prata

110 metros com barreiras masculino
- Jared Macleod - Semifinal 1: 13s78 → eliminado

400 metros com barreiras masculino
- Adam Kunkel - Semifinal 3: 49s27, Final: 48s24 →  Ouro

Salto em altura feminino
- Nicole Forrester - Final: 1.95 m →  Prata

Salto com vara feminino
- Dana Ellis → sem marca

Lançamento de peso masculino
- Dylan Armstrong - Final: 20.10 m →  Ouro

Lançamento de disco masculino
- Dariusz Slowik - Final: 57.37 m →  Bronze

Lançamento de martelo masculino
- James Steacy - Final: 73.77 m →  Ouro

Lançamento de martelo feminino
- Crystal Smith - Final: 64.78 m → 6º lugar
- Sultana Frizell - Final: 63.25 m → 7º lugar

Heptatlo feminino
- Jessica Zelinka - 6136 pontos →  Ouro

### Basquetebol
Feminino
- Fase de grupos
  - Vitória sobre o MEX México, 74-63
  - Vitória sobre a JAM Jamaica, 58-46
  - Derrota para o BRA Brasil, 63-77

- Semifinal
  - Derrota para os USA Estados Unidos, 59-75

- Disputa pelo 3º lugar
  - Derrota para CUB Cuba, 49-62 → 4º lugar

Masculino
- Fase de grupos
  - Derrota para PUR Porto Rico, 63-82
  - Derrota para o BRA Brasil, 63-98
  - Derrota para as ISV Ilhas Virgens Americanas, 67-74

- Classificação 5º-8º lugar
  - Derrota para o PAN Panamá, 67-68

- Disputa pelo 7º lugar
  - Vitória sobre as ISV Ilhas Virgens Americanas, 69-60 → 7º lugar

### Futebol
Feminino
- Fase de grupos
  - Vitória sobre o URU Uruguai, 7-0
  - Vitória sobre o ECU Equador, 4-0
  - Vitória sobre a JAM Jamaica, 11-1
  - Derrota para o BRA Brasil, 0-7
- Semifinal
  - Derrota para os USA Estados Unidos, 1-2
- Terceiro lugar
  - Vitória sobre o MEX México, 2-1 →  Bronze

- Equipe
  - Karina Leblanc
  - Kristina Kiss
  - Melanie Booth
  - Melissa Tancredi
  - Andrea Neil
  - Sasha Andrews
  - Rhian Wilkinson
  - Diana Matheson
  - Candace Chapman
  - Martina Franko
  - Randee Hermus
  - Christine Sinclair
  - Amy Walsh
  - Kara Lang
  - Katie Thorlakson
  - Brittany Timko
  - Any Vermeulen
  - Taryn Swiatek

Técnico:  Even Pellerud

### Handebol
Feminino
- Fase de grupos
  - Derrota para CUB Cuba, 25-38
  - Derrota para o BRA Brasil, 10-37
  - Derrota para o MEX México, 20-23

- Classificação 5º-8º lugar
  - Vitória sobre o PAR Paraguai, 26-22

- Disputa de 5º lugar
  - Derrota para o MEX México, 36-37 → 6º lugar

- Equipe
  - Emilie Sauriol-Joly
  - Emmanuelle Girard
  - Amber Smart
  - Lynsey Nault
  - Caroline Pilon
  - Marie-Elaine Taupier
  - Kate Fenton
  - Alexis Baltimore
  - Martine Gagnon
  - Audrey Touchette
  - Kim Barette
  - Kim Belisle
  - Karine Trudel-Crete
  - Fabienne Raphael
  - Kate Dilallo

Técnico: Michael Nahmiash
Masculino
- Fase de grupos
  - Derrota para CUB Cuba, 20-33
  - Derrota para o BRA Brasil, 12-31
  - Derrota para o CHI Chile, 20-29

- Classificação 5º-8º lugar
  - Derrota para DOM República Dominicana, 27-28

- Disputa de 7º lugar
  - Vitória sobre o MEX México, 34-32 → 7º lugar

- Equipe
  - Jonathan Leduc
  - Geoffroy Bessette
  - Marcelin Pellentier
  - Dan Devlin
  - Andrej Todosic
  - Alexandre Pion
  - Luc Pellerin
  - Hugo Boulet
  - Sebastien Fyfe
  - Charles Bariteau
  - Ryan Homsy
  - Maxime Godin
  - Mike Taylor
  - Alexis Bertand
  - Vincent Levesque

Técnico: Mohamed Benkreira

### Hipismo
Adestramento por equipe
- 2º lugar, 67,250%

### Hóquei sobre grama
Feminino
- Fase de grupos
  - Derrota para CUB Cuba, 1-3
  - Derrota para as AHO Antilhas Neerlandesas, 0-1
  - Derrota para os USA Estados Unidos, 0-6

- Classificação 5º-8º lugar
  - Vitória sobre o URU Uruguai, 3-0

- Disputa pelo 5º lugar
  - Vitória sobre CUB Cuba, 3-2 → 5º lugar

Masculino
- Fase de grupos
  - Vitória sobre as AHO Antilhas Neerlandesas, 2-0
  - Empate com os USA Estados Unidos, 2-2
  - Vitória sobre o CHI Chile, 2-0

- Semifinal
  - Vitória sobre TRI Trinidad e Tobago, 4-3

- Final
  - Vitória sobre a ARG Argentina, 5-4 nos pênaltis (2-2 no tempo normal) →  Ouro

### Natação
Maratona aquática 10 km feminina
- Tanya Hunks:  3º lugar, 2:13:50.5
- Karley Stutzel: 6º lugar, 2:14:37.3

Maratona aquática 10 km masculino
- Philippe Dubreuil: 5º lugar, 2:05:52.0
- Jarrod Ballem: 8º lugar, 2:07:05.8

### Pólo aquático
Feminino
- Fase de grupos
  - Vitória sobre o BRA Brasil, 5-2
  - Vitória sobre PUR Porto Rico, 14-5
  - Derrota para os USA Estados Unidos, 8-10
  - Empate com CUB Cuba, 7-7
  - Vitória sobre a VEN Venezuela, 25-3

- Semifinal
  - Vitória sobre o BRA Brasil, 6-5

- Final
  - Derrota para os USA Estados Unidos, 4-6 →  Prata

- Equipe
  - Rachel Riddell
  - Krystina Alogbo
  - Sandra Lizé
  - Emily Csikos
  - Joelle Bekhazi
  - Rosanna Tomiuk
  - Cora Campbell
  - Dominique Perreault
  - Alison Braden
  - Christine Robinson
  - Tara Campbell
  - Marina Radu
  - Whynter Lamarre

Técnico: Pat Oaten
Masculino
- Fase de grupos
  - Vitória sobre CUB Cuba, 15-12
  - Vitória sobre a COL Colômbia, 12-1
  - Vitória sobre a ARG Argentina, 19-8

- Semifinal
  - Derrota para o BRA Brasil, 6-10

- Terceiro lugar
  - Vitória sobre CUB Cuba, 9-5 →  Bronze

- Equipe
  - Robin Randall
  - Constantine Kudaba
  - Andrew Robinson
  - Kevin Mitchell
  - Kevin Graham
  - Thomas Marks
  - Brandon Jung
  - Dan Stein
  - Aaron Feltham
  - Noah Miller
  - Jean Sayegh
  - Nathaniel Miller
  - Nic Youngblud

Técnico: Dragan Jovanovic

### Softbol
Feminino
- Fase de grupos
  - Vitória sobre a ARG Argentina, 5-2
  - Vitória sobre PUR Porto Rico, 6-3
  - Vitória sobre a VEN Venezuela, 1-0

- Semifinal 1
  - Derrota para os USA Estados Unidos, 0-7

- Final
  - cancelado (ver Softbol nos Jogos Pan-Americanos de 2007) →  Prata

### Triatlo
Torneio feminino
- Lauren Groves:  3º lugar

Torneio masculino
- Brent Mcmahon:  2º lugar, 1h52m38s

### Voleibol
Masculino
- Fase de grupos
  - Derrota para o BRA Brasil, 0-3 (19-25, 18-25, 17-25)
  - Vitória sobre o MEX México, 3-1 (17-25, 25-19, 29-27, 25-19)
  - Derrota para CUB Cuba, 0-3 (19-25, 17-25, 22-25)

- Classificação 5º-8º lugar
  - Derrota para a ARG Argentina, 2-3 (25-16, 23-25, 28-30, 25-19, 23-25)

- Disputa pelo 7º lugar
  - Vitória sobre o MEX México, 3-0 (26-24, 25-22, 25-20) → 7º lugar